# یواس‌اس اس-۲۱ (اس‌اس-۱۲۶)
یواس‌اس اس-۲۱ (اس‌اس-۱۲۶) (به انگلیسی: USS S-21 (SS-126)) یک زیردریایی بود که طول آن ۲۱۹ فوت ۳ اینچ (۶۶٫۸۳ متر) بود. این زیردریایی در سال ۱۹۲۰ ساخته شد.